# Living with War
Albums de Neil Young
Prairie Wind
(2005) Chrome Dreams II
(2007)
Living with War est un album de Neil Young paru en mai 2006.

## Titres
1. After the Garden – 3:23
2. Living with War – 5:04
3. The Restless Consumer – 5:47
4. Shock and Awe – 4:53
5. Families – 2:25
6. Flags of Freedom – 3:42
7. Let's Impeach the President – 5:10
8. Lookin' for a Leader – 4:03
9. Roger and Out – 4:25
10. America the Beautiful – 2:57

## Musiciens
- Neil Young – guitares, harmonica, chant
- Rick Rosa – basse
- Chad Cromwell – batterie
- Tommy Bray – trompette